# 大溪福仁宮
24°53′10″N 121°17′12″E / 24.886042°N 121.286646°E
大溪福仁宮，是位於臺灣桃園市大溪區大溪老街上的開漳聖王廟，由埔頂仁和宮分靈，廣場有打大陀螺的文化與競賽，非常熱鬧，聖蹟頻傳，在地人的主要信仰。

## 廟宇由來

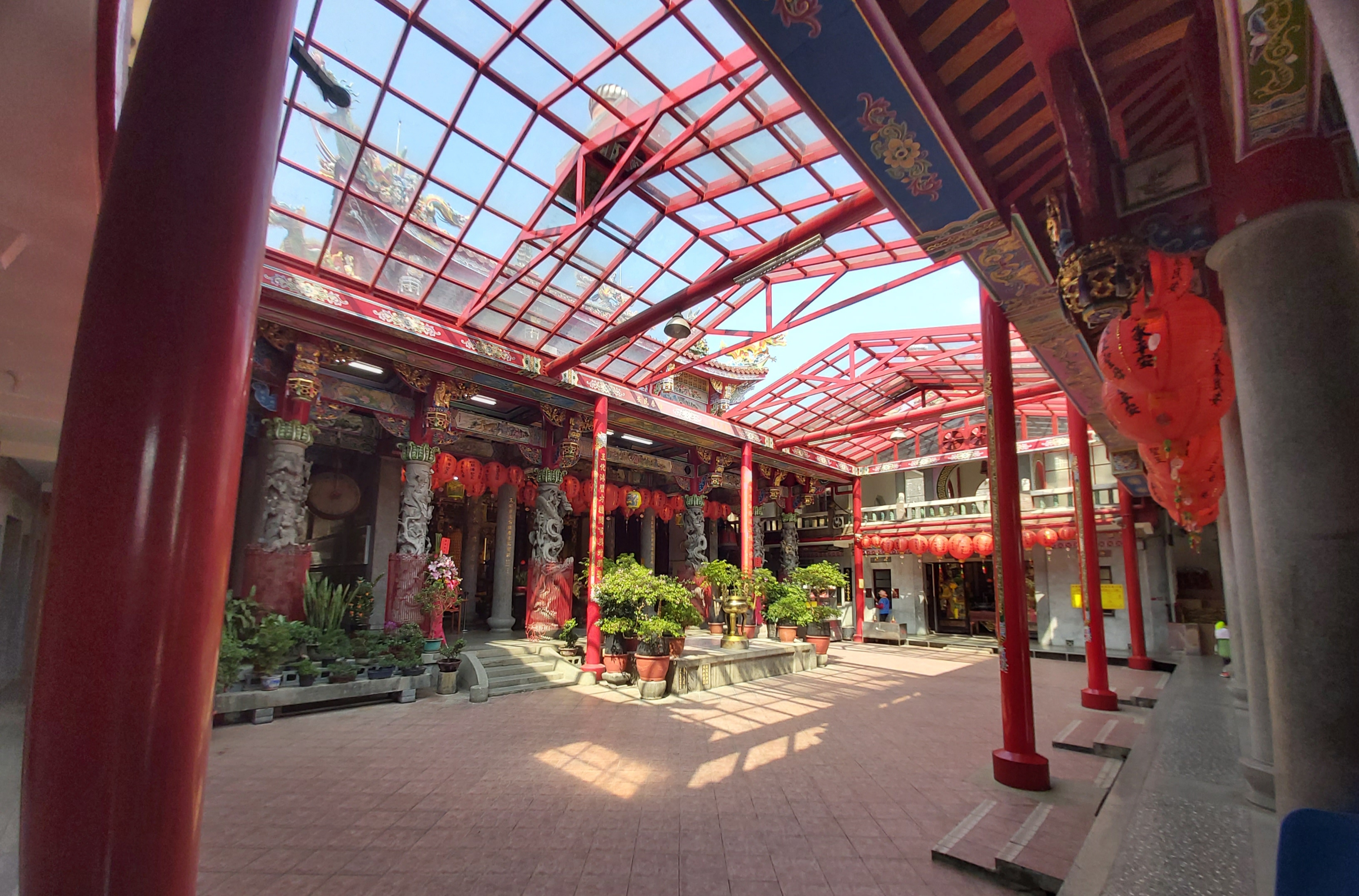
大溪福仁宮正殿

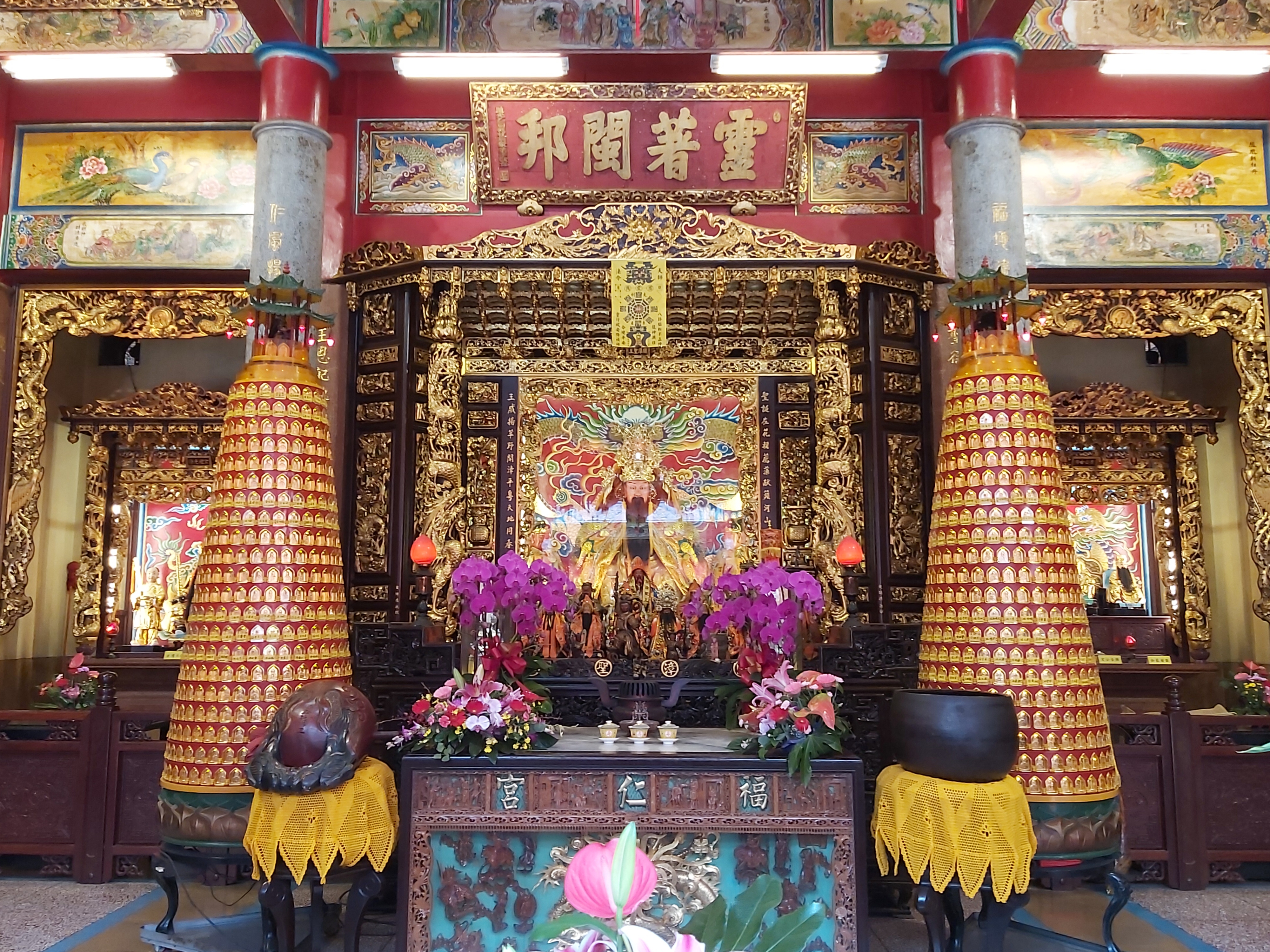
正殿開漳聖王

與臺灣其他地比較，桃竹苗有數量最多的開漳聖王廟宇，又以桃園大溪最高。而大溪的開漳聖王信仰，為由大溪埔頂仁和宮開始分靈。其中大溪福仁宮是嘉慶十八年（1813年）建立，占地3百多坪為桃園供奉開漳聖王廟宇占地最廣者，位在福仁里的和平路100號。
庙内石碑记载：
大溪福仁宮創立於大清嘉慶十八年
為詔安、南靖、平和、汀州之客家族群之信仰中心，故同時奉祀三山國王、三官大帝、定光古佛、玄壇元帥等客家人之信仰
咸豐十一年，隨大嵙崁溪河運興盛，增祀天上聖母
光緒二十年增建後殿

明治四十二年娉請黃榕樟塑鎮殿天上聖母與增祀之池頭夫人和註生娘娘
此廟虎邊牆壁鑲有一塊與林本源家族有關。1911年，林本源商號想拓墾大溪地區的葫蘆坑。該地又稱為「龍過脈」，被視為風水寶地。大溪人獲悉後緊張，由當時地方仕紳耆老出面勸止林本源家族。經過協調，最後將開挖處填平並恢復原狀，地方人士就在此廟設置石碑為證。在葫蘆坑也有設立，但已不知去向。

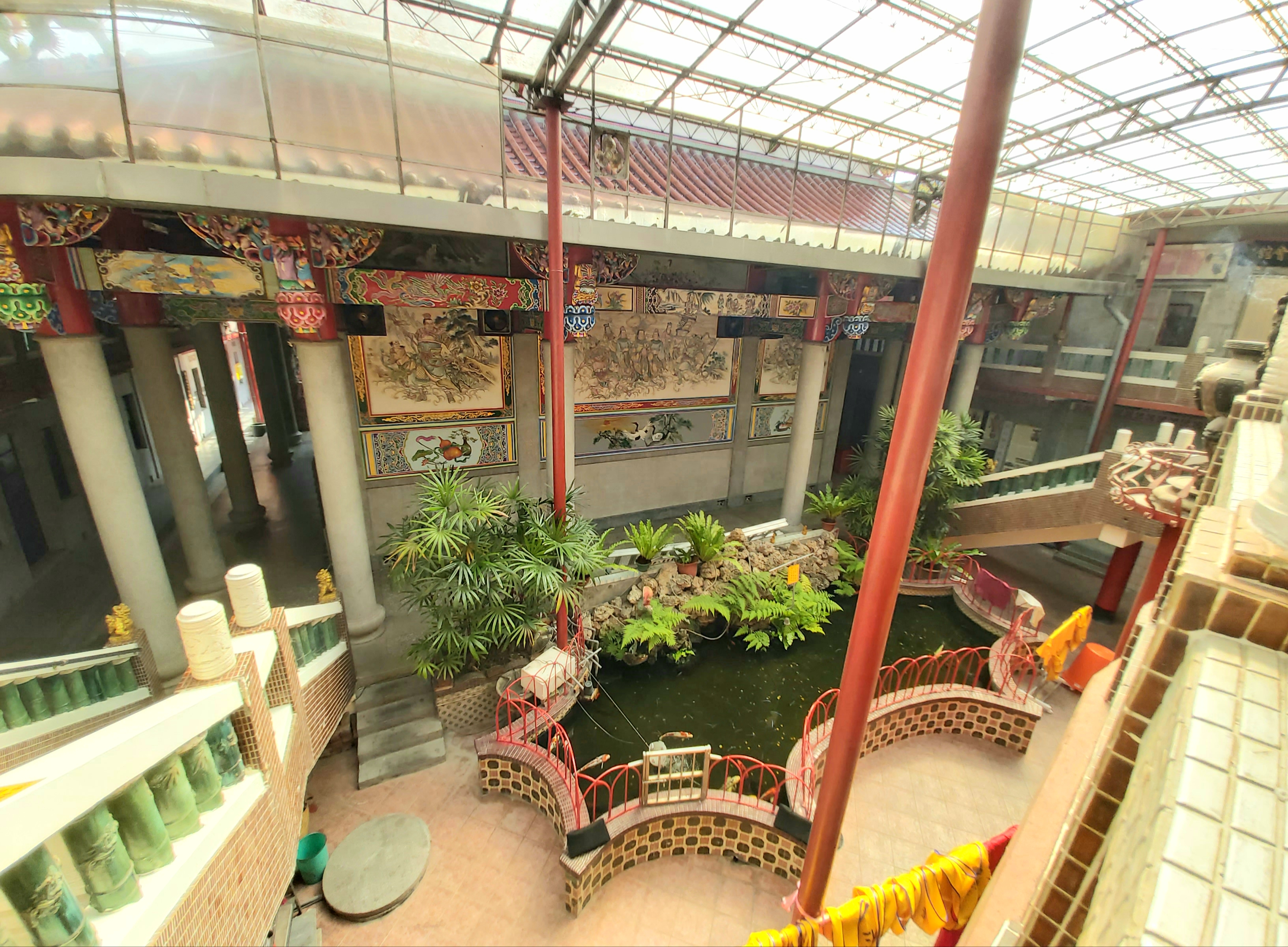
魚池
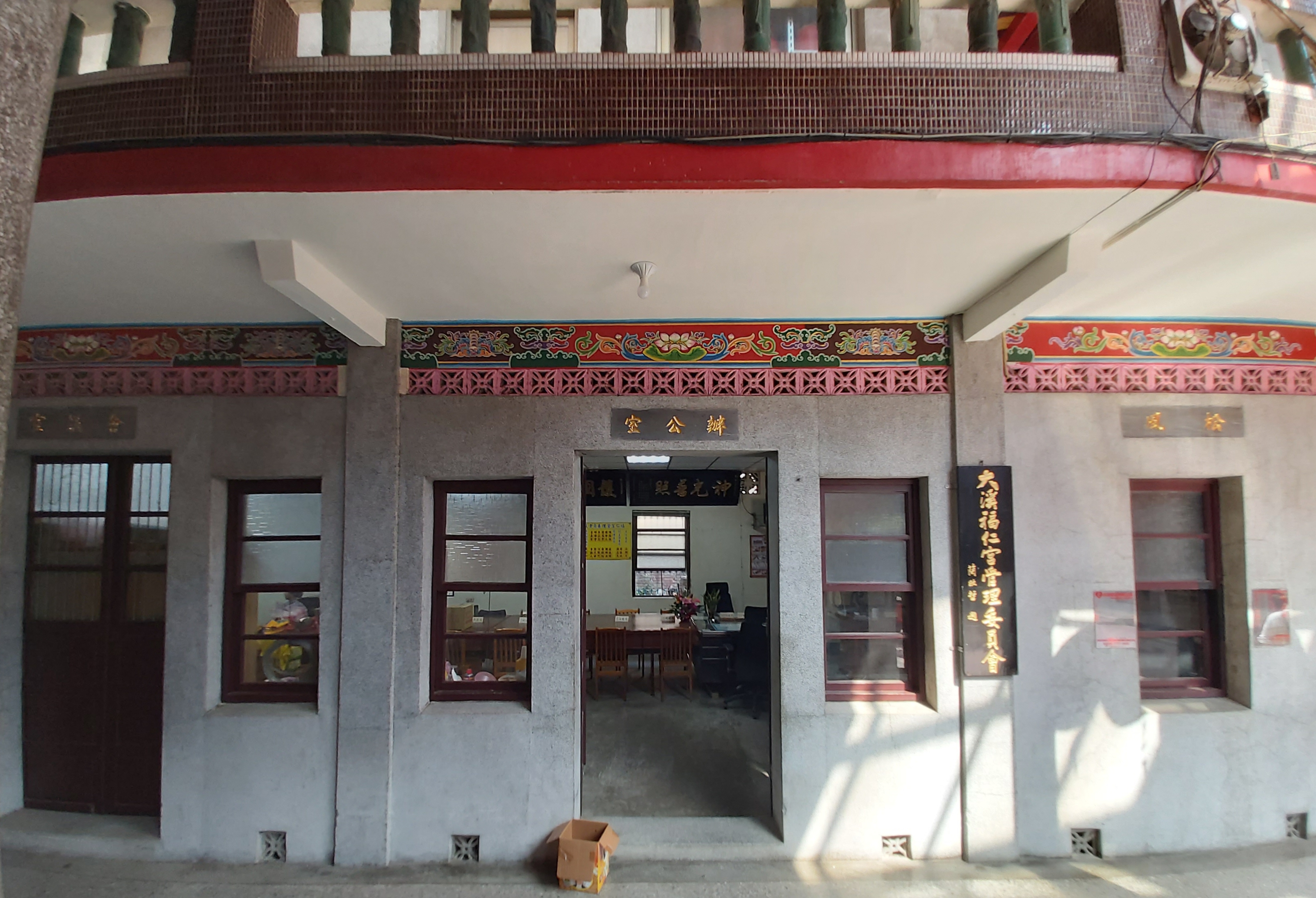
辦公室
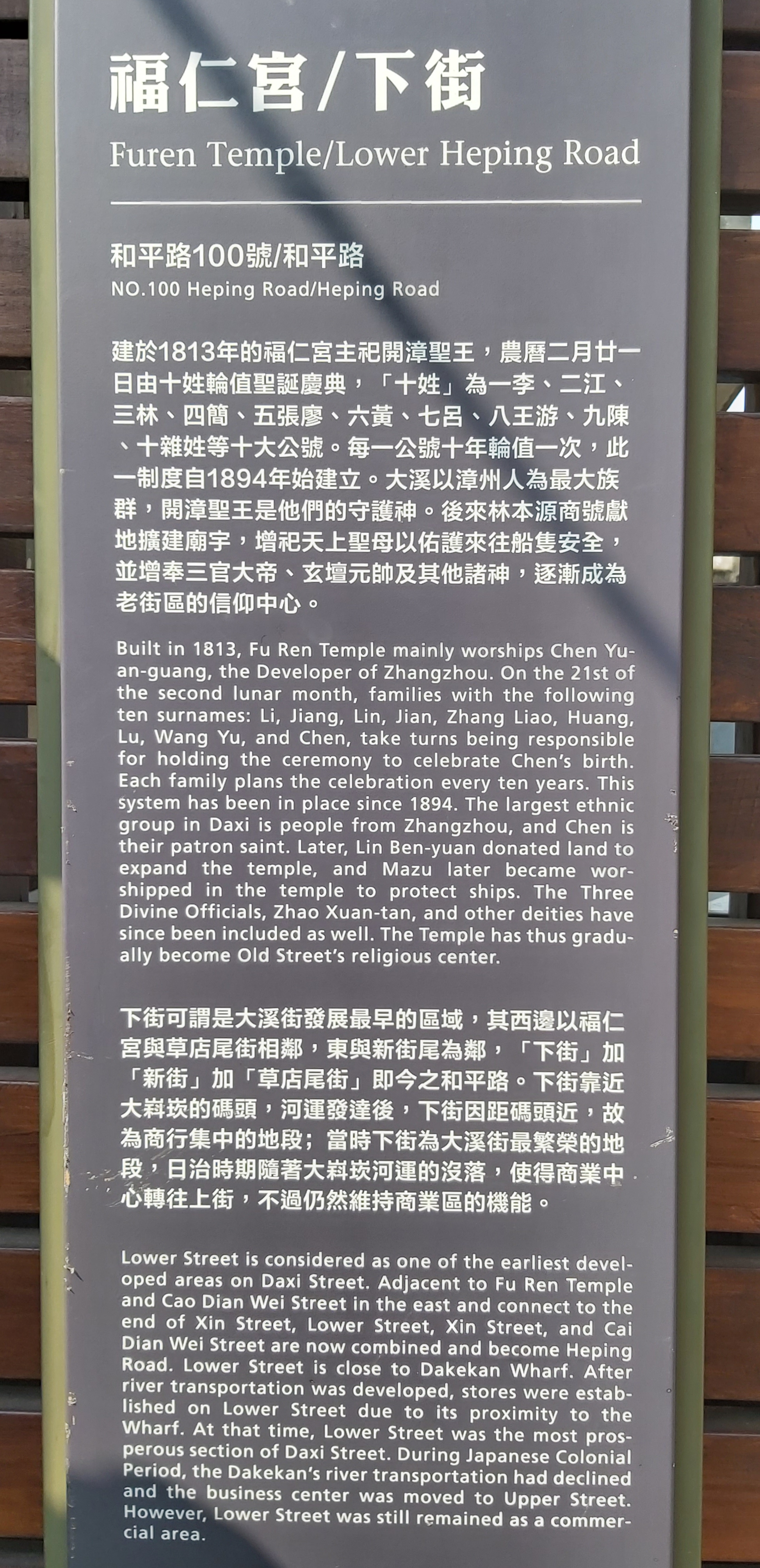
沿革

## 祭祀活動

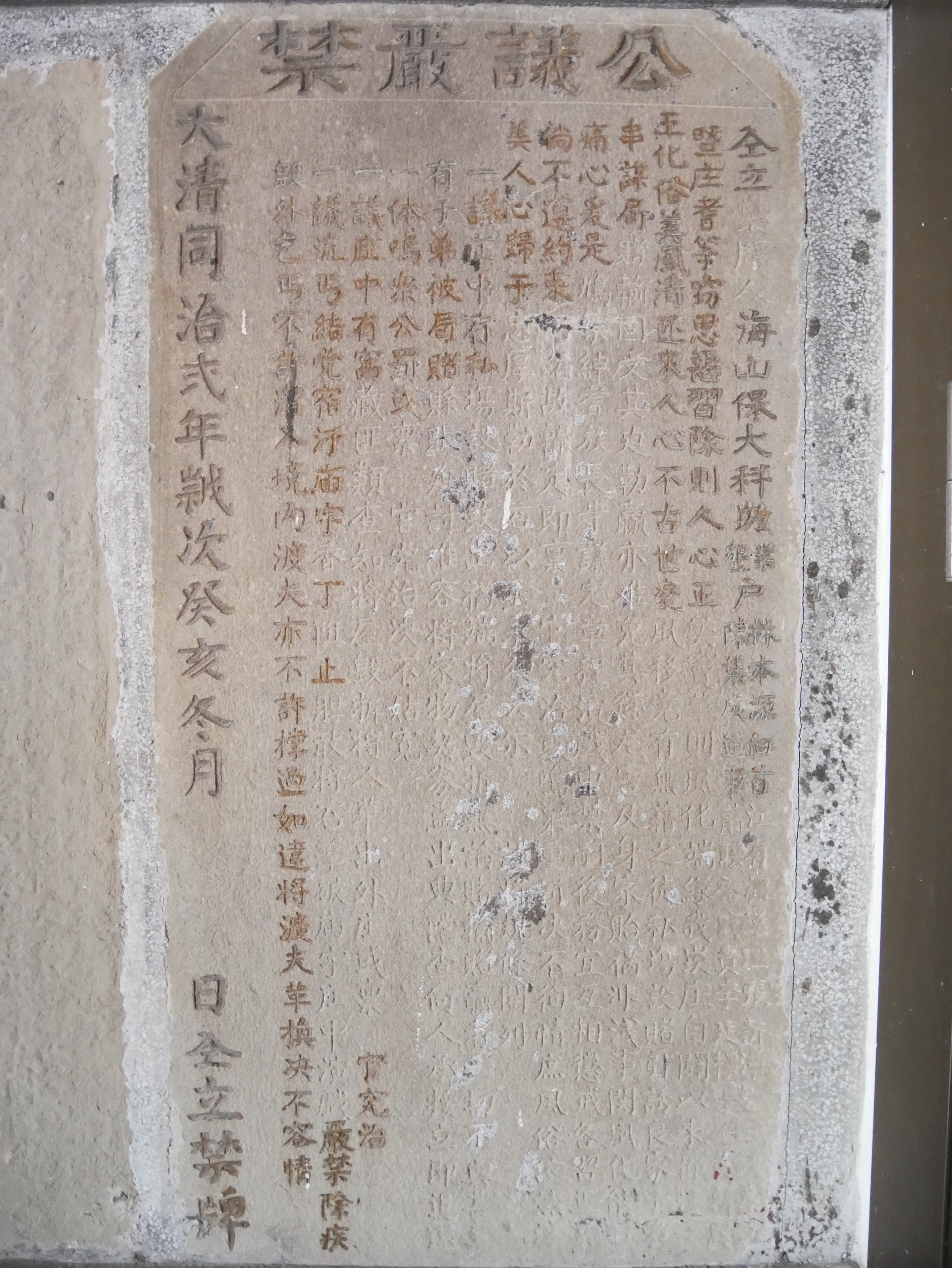
同治二年（1863年）冬月淡水廳海山堡大科崁街業戶林本源同墾戶陳集成等立〈公議嚴禁惡習碑記〉，大溪福仁宮藏

### 主神誕辰
由於地處大溪老街，有遊客入內參拜讓福仁宮香火興盛，特別是每年農曆二月十一日開漳聖王誕辰前夕福仁宮舉辦慶典，為該地最熱鬧時期。大溪從農曆春節過後到農曆四月間會有宰殺神豬的熱潮，農曆正月初六有溪洲福山巖、同月十二日瑞興永安宮、十三日的瑞源宮、十四日的大溪仁和宮、十五日的員樹林三元宮、二月初五的百吉復興宮、同月十一日的大溪福仁宮、十五日的大溪東興宮、十九日的大溪龍山寺、三月初二的內柵仁安宮、同月廿三日的三層福安宮，四月廿六日大溪永昌宮。
過去艋舺可沿大漢溪直溯大溪，吸引不同族群進入大嵙崁山地從事樟腦業，但也會與原住民起衝突，因此閩南與客家間需要團結。當時常為爭奪水源引起族群械鬥，在地方長老商議下，決定於大溪福仁宮的開漳聖王農曆二月十一日誕辰時，每年依序由一李姓；二江姓；三林姓；四簡姓；五張廖姓；六黃姓；七呂姓；八王游姓；九陳姓；十雜姓（其他姓氏）輪流殺神豬宴客，族群間因才和諧共處。

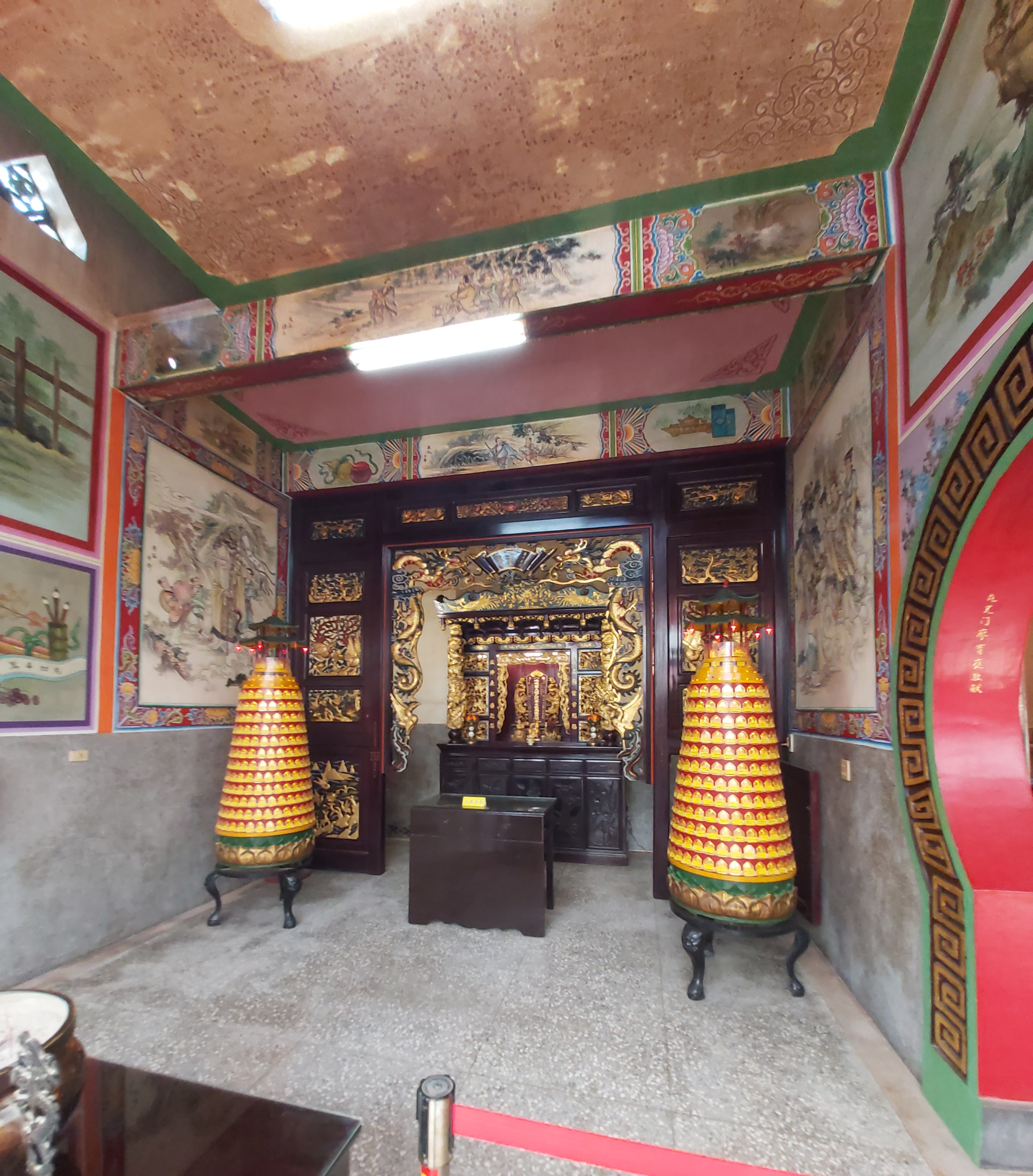
太歲殿
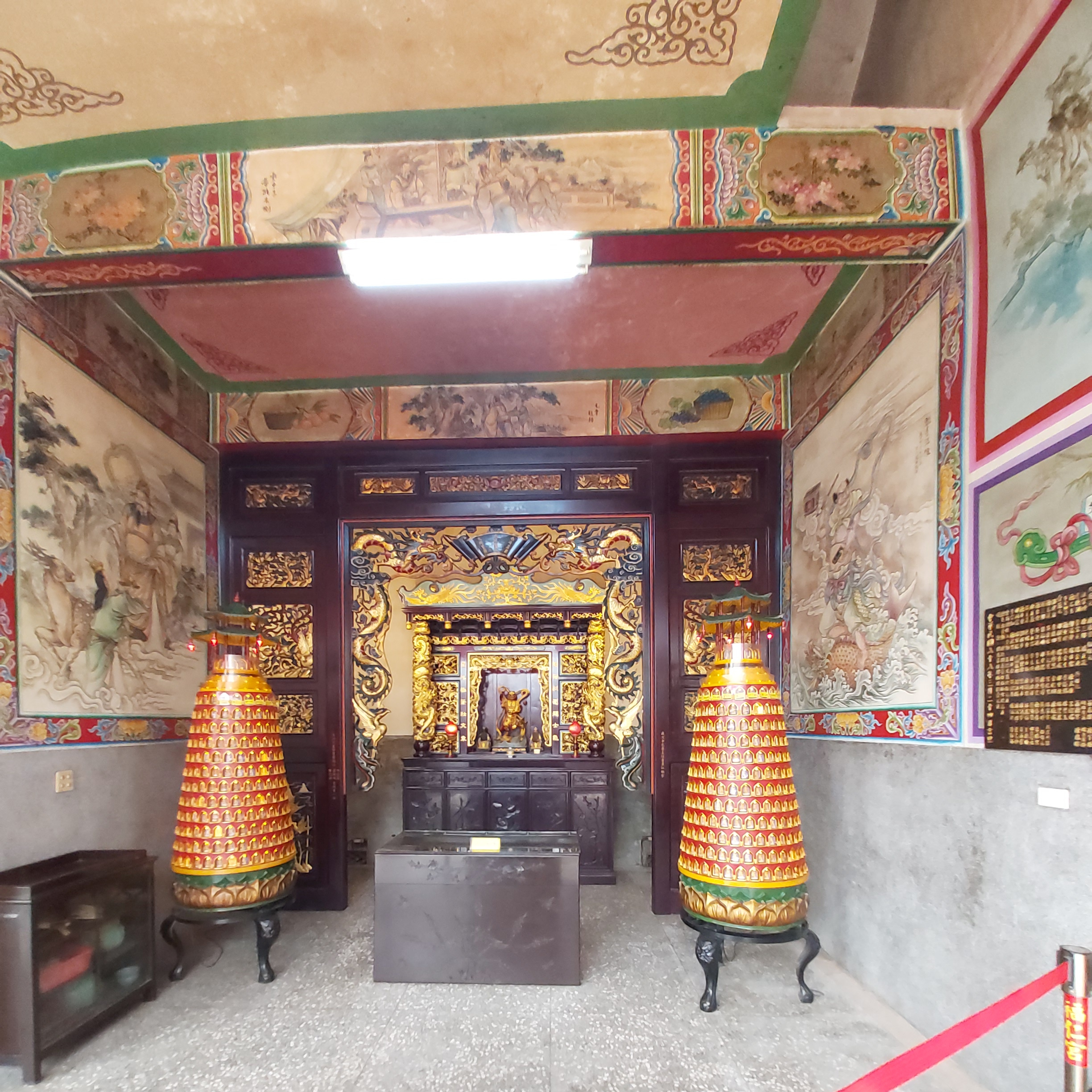
魁星殿
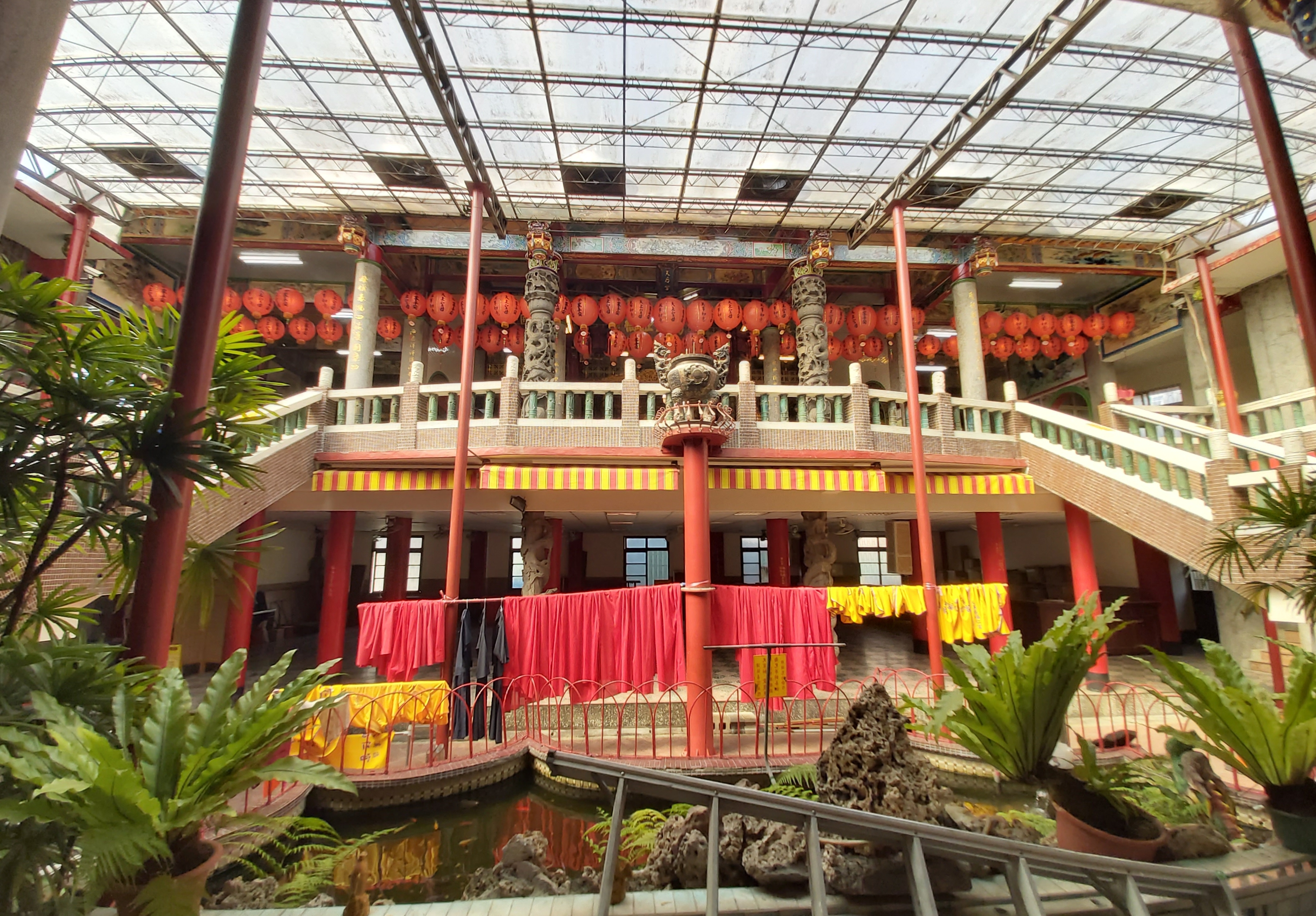
後殿

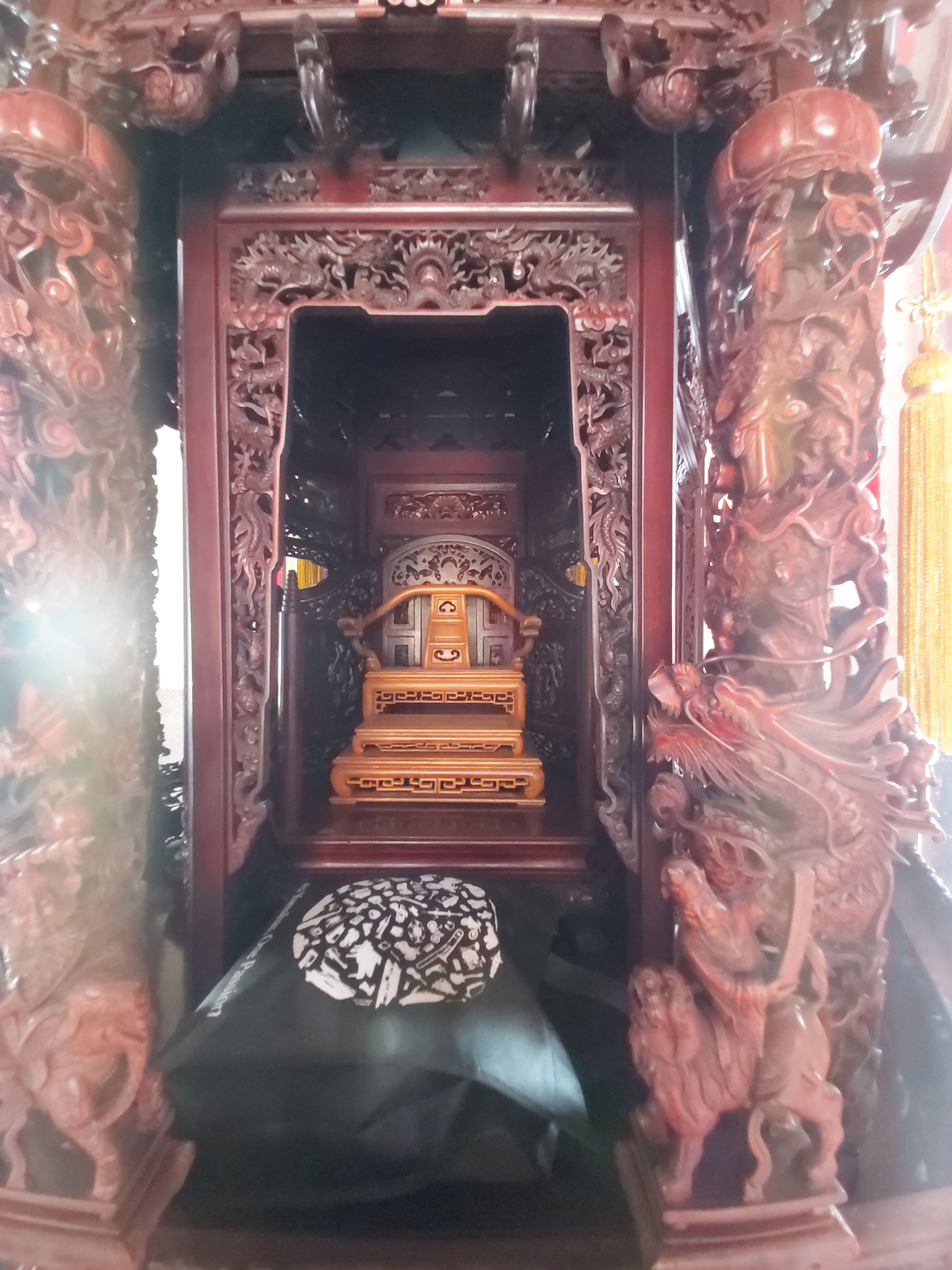
神輿

在1952年報導時，由簡姓主辦，共宰豬二百八十餘頭，最肥者八百餘台斤，耗費在新台幣六十餘萬元，被記者批判浪費。1999年為李姓舉辦，住大溪鎮中華路的李和雄養的神豬，以一千五百多台斤打破歷年紀錄。李和雄說他花了三個月看了一萬多頭，才在豐原找到一隻四百多斤的豬，以七萬元購回後用番茄鰹魚罐頭加上牛奶等，養到一千五百多斤，還為讓大溪李姓善信足夠面子，婉拒了三峽祖師廟以一百六十萬收購。次年輪到江姓時，為江聯輝奪冠，豬重一千二百台斤。2001年，林氏宗親改評比豬公造型的素食。到了2006年，王游姓宗親會還邀請大溪鎮各國小製作創意造型的神豬像，由大溪國小得第一，至於神豬比賽冠軍則是王有成的一千二百六十台豬。後來2014年黃姓輪值時只有鎮民黃金原一人參賽，殺豬公的師傅本地還找不到，只能從平鎮請來。

### 廟內祭祀
廟中二樓有祭祀天上聖母的大溪天后宮。亦祭祀魯班，由木器、家具業為主要成員的大溪鎮協義社在農曆五月初七遊街繞境。此閩南文化的廟也有祭祀客家和潮汕神祇三山國王，顯現了當地的包容性。

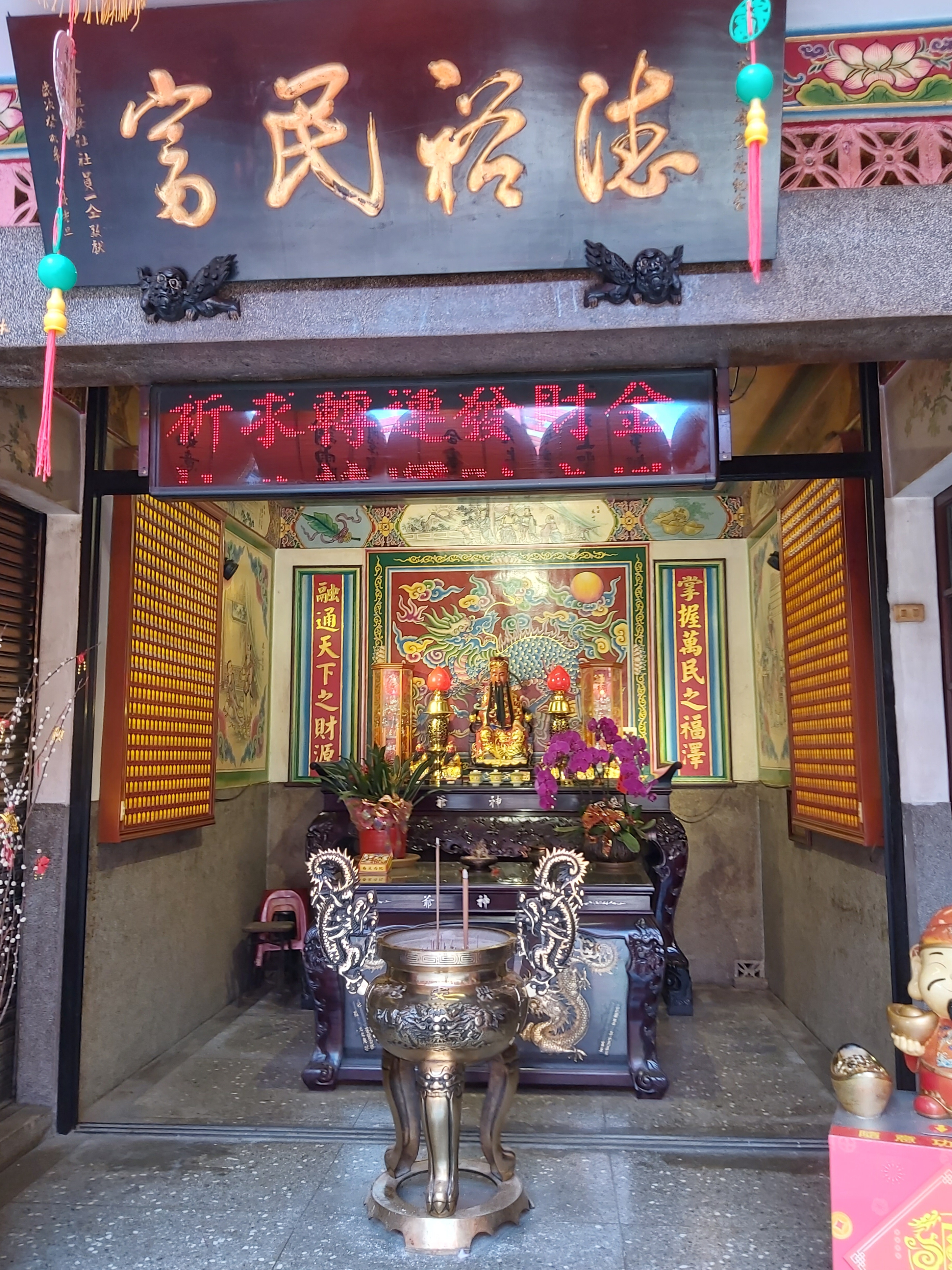
財神爺
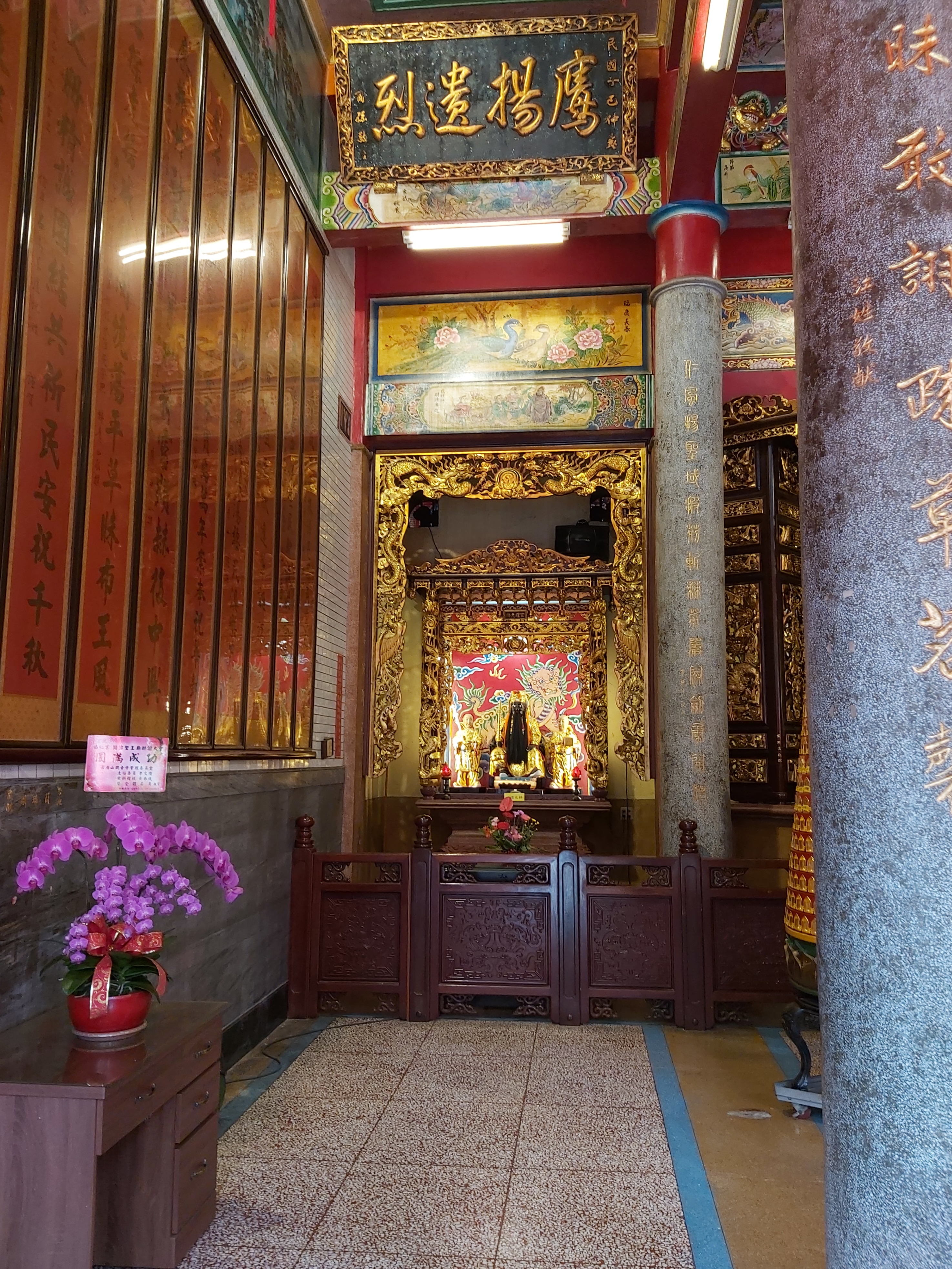
玄壇元帥
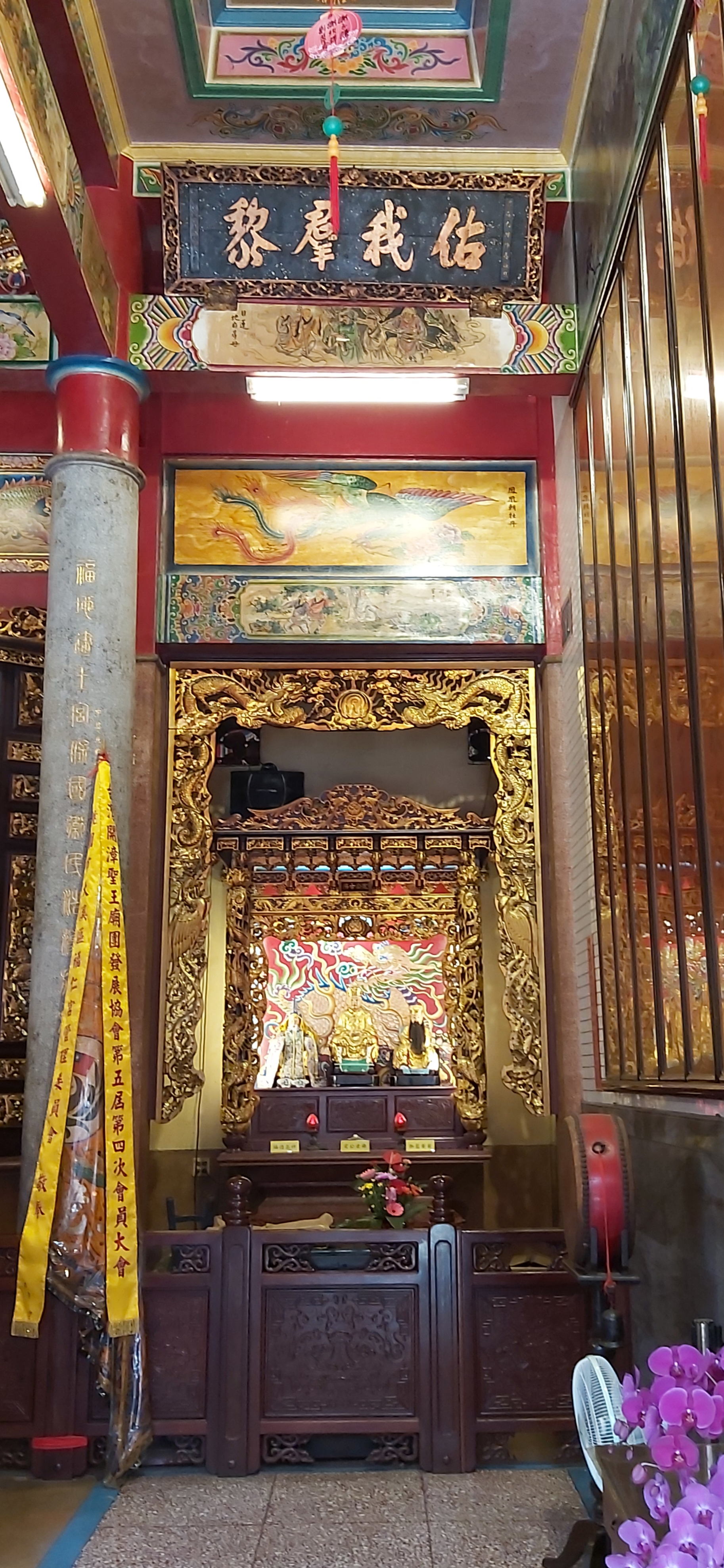
定光古佛
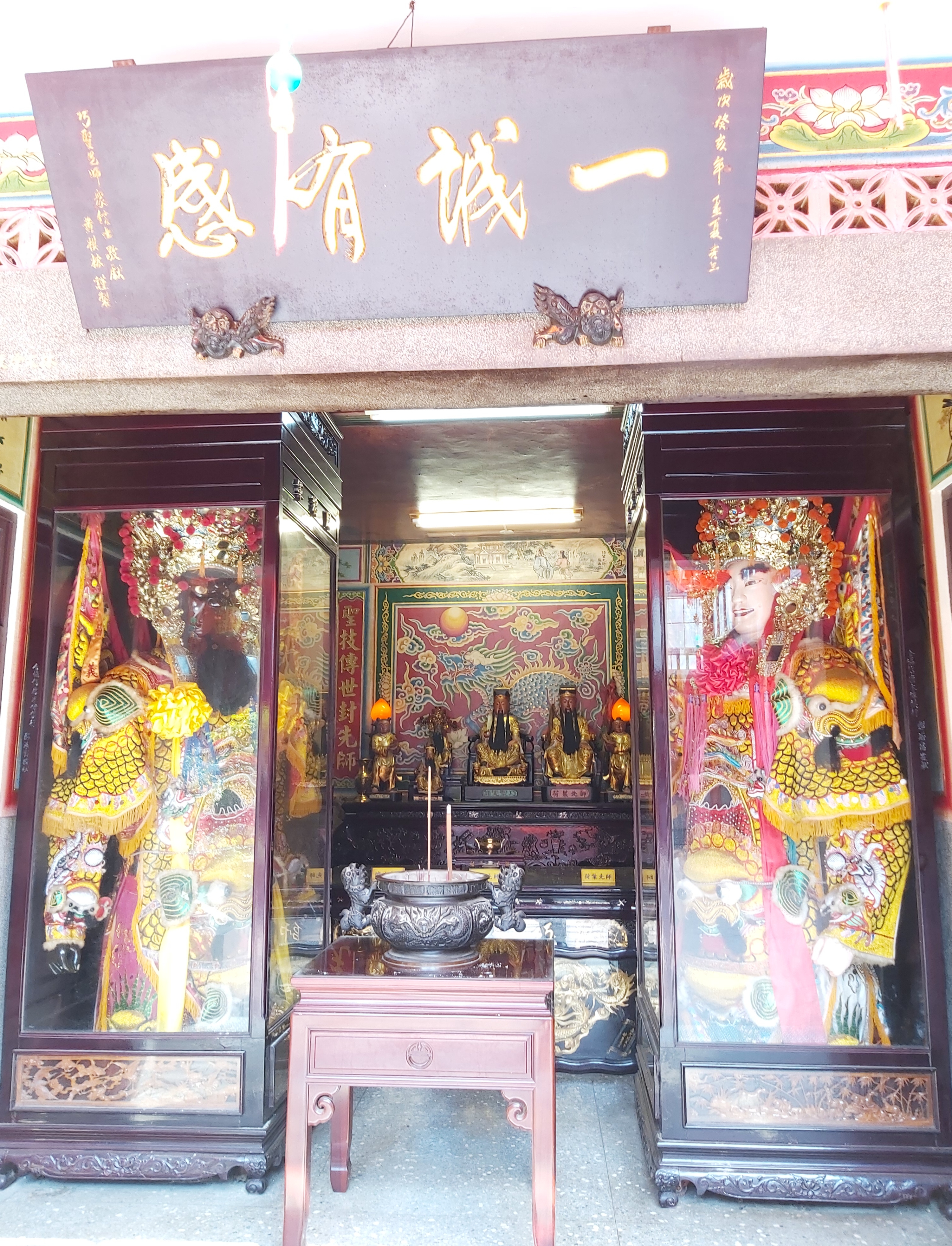
巧聖先師

## 大溪陀螺

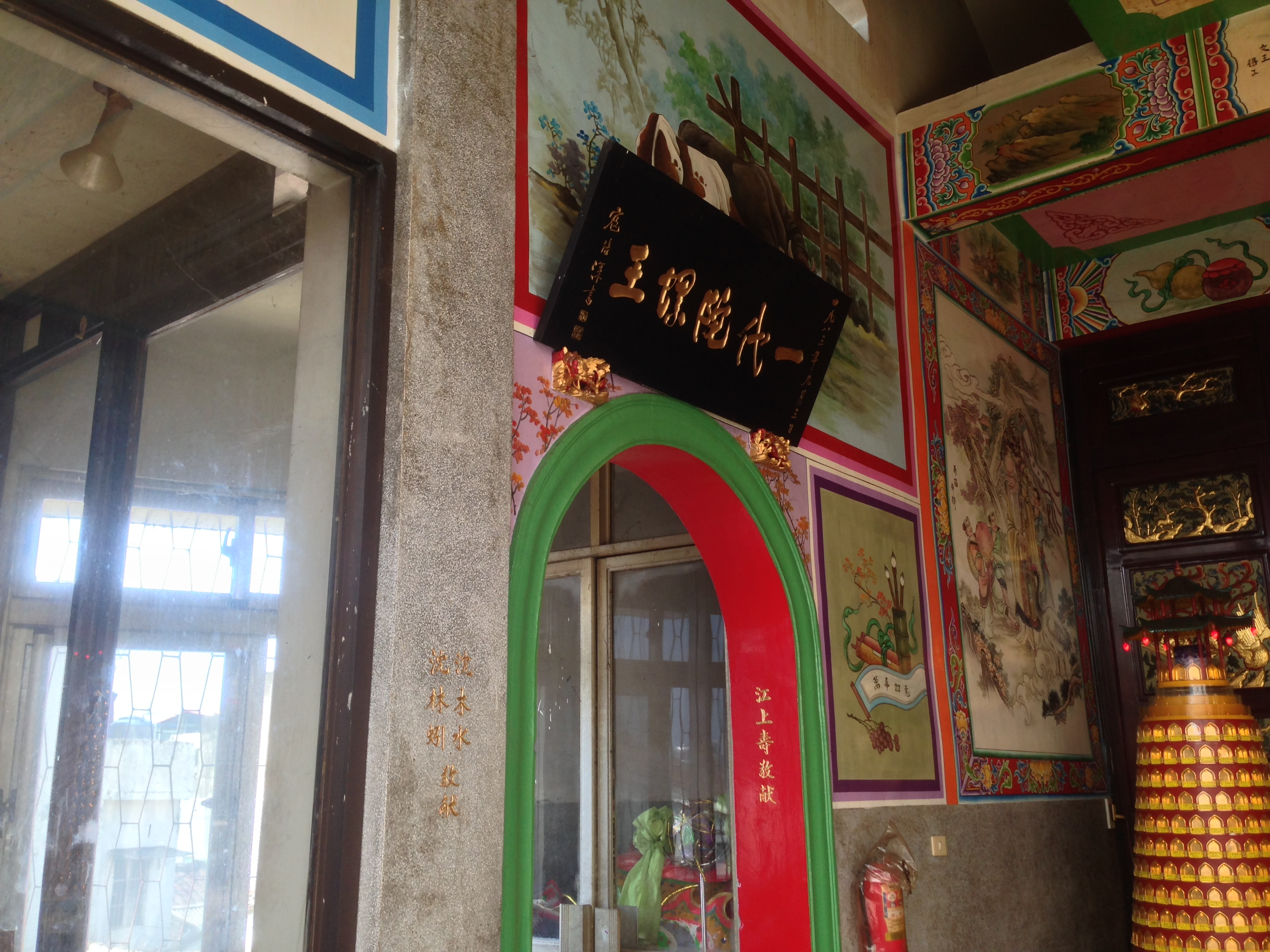
大溪福仁宮一代陀螺王匾額

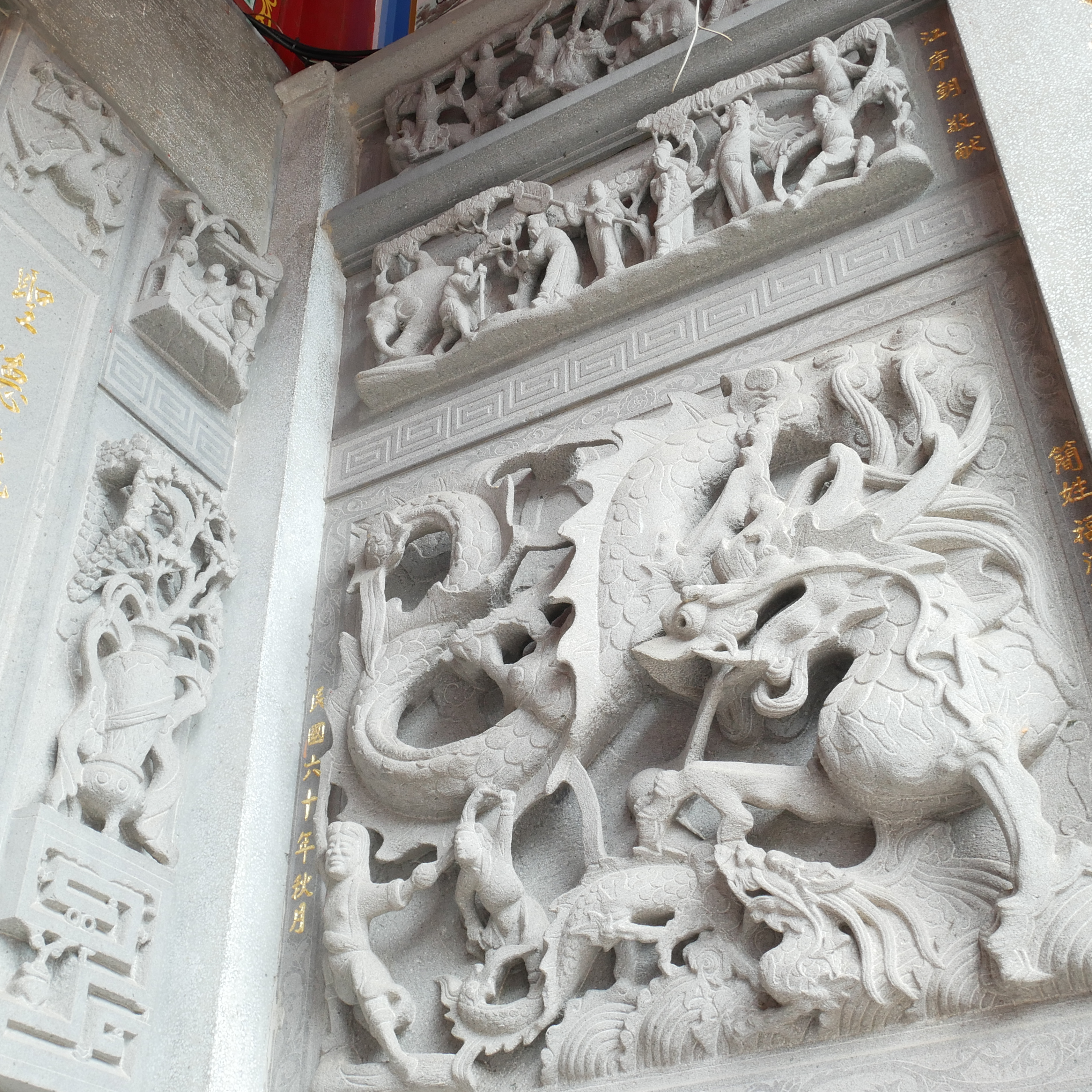
三川殿龍邊石雕

大溪陀螺專家吳建五表示，臺灣打大陀螺的文化起源於1968年的大溪老街，每年大溪文藝季或陣頭遶境都有團體在福仁宮廣場表演打陀螺，是大溪不可或缺的文化特色。
1968年8月，從事雕刻業的簡武雄見到孩童在打小陀螺，心想成人也應該可以打大陀螺，就找木器行朋友用車床製作一個五台斤重的陀螺。當時為木匠學徒的王銘祥成功讓此陀螺旋轉，於是簡武雄興致更高，接著再製作更重的陀螺，還於出現五十斤的大陀螺，轟動了大溪鎮。次年農曆正月初二、三，大溪鎮舉辦了這項史無前例的陀螺大競賽。後來一陣子，陀螺大賽的盛況遂不曾再現，直到1981年7月20日成立大溪鎮陀螺俱樂部，並在此廟廣場舉行陀螺王表演賽，更計畫舉辦全臺灣的陀螺王競賽。
之後，福仁宮廣場前會舉行民俗技藝競賽，在1982年10月1日還獲得比利時國家廣播公司採訪。陀螺玩家會在此廟廟埕的水泥地打陀螺，以吸引遊客觀看。達文西瓜藝文館館長黃建義回憶成名後的鳳飛飛回家鄉時，喜歡在福仁宮廣場前套圈圈、打陀螺。
但2013年時，桃園縣政府施行名為「鳳飛飛足跡與入口意象」的工程，在此廟埕鋪上石板地磚，造成大陀螺不易旋轉。玩家只好移到有馬路經過、廣場不大的大溪普濟堂前打陀螺，相當不方便。對於居民擔心打陀螺文化就此逐漸式微，觀行局觀光發展科長張襄華建議，可在地磚上放鐵盤後再打；吳建五回應，鐵盤面積太小，不適合大型陀螺而且攜帶不便與昂貴。